# St. Jakobus der Ältere (Kalefeld)

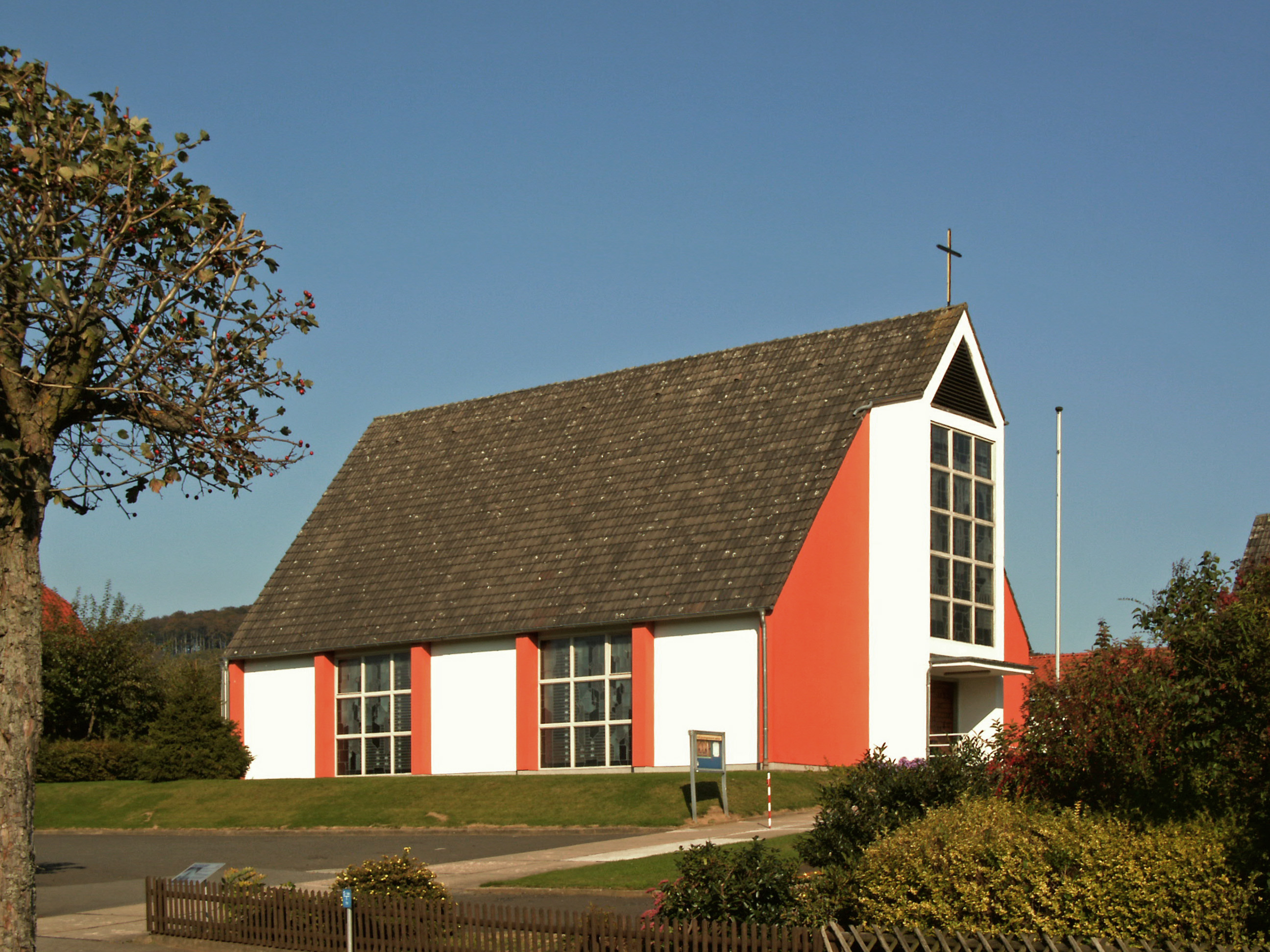
Kirche (2011)

Die Kirche Sankt Jakobus der Ältere war die katholische Kirche in Kalefeld, einer Gemeinde im Landkreis Northeim in Niedersachsen. Sie gehörte zuletzt zur Pfarrgemeinde Mariä Heimsuchung mit Sitz in Northeim, im Dekanat Nörten-Osterode des Bistums Hildesheim. Die nach dem heiligen Apostel Jakobus der Ältere benannte Kirche befand sich in der Auetalstraße 90.

## Geschichte
Ab 1945 ließen sich in Folge des Zweiten Weltkriegs auch im seit der Reformation evangelisch geprägten Gebiet um Kalefeld katholische Flüchtlinge und Heimatvertriebene nieder. Zunächst wurde 1946 in Echte eine Pfarrvikarie gegründet, zu der auch Kalefeld gehörte, und der selbst heimatvertriebene Pfarrer Heinrich Ludwig übernahm die Seelsorge. Die Pfarrvikarie war der Kirchengemeinde St. Michael in Bilderlahe angeschlossen, die Sonntagsgottesdienste der Pfarrvikarie fanden in evangelischen Kirchen statt. Wegen des Todes des Pfarrers Ludwig am 17. September 1958  wurde die Pfarrvikarie Echte aufgelöst und Kalefeld kam zur Pfarrvikarie Hohnstedt.
1958/59 wurde in Kalefeld ein Kirchbauplatz erworben. Am 15. August 1960 erfolgte der erste Spatenstich, und am 23. Oktober des gleichen Jahres die Grundsteinlegung. Am 7./8. Oktober 1961 erfolgte die Konsekration durch Weihbischof Heinrich Pachowiak. Gleichzeitig mit der Kirche wurden Jugendheim und Pfarrhaus erbaut.
Bereits am 1. Oktober 1961 wurde die Kalefelder Kirchengemeinde (Kuratiegemeinde) St. Jakobus der Ältere gegründet, zu der damals rund 1.500 Katholiken gehörten. Auch die St.-Augustinus-Kirche im etwa sieben Kilometer entfernten Hohnstedt gehörte von da an dazu. Das Einzugsgebiet der Kirchengemeinde umfasste neben Kalefeld auch die Ortschaften Denkershausen, Dögerode, Düderode, Eboldshausen, Echte, Edesheim, Hohnstedt, Imbshausen, Lagershausen, Oldenrode, Oldershausen, Sebexen, Vogelbeck, Westerhof, Wiershausen und Willershausen.
1994 wurde der letzte ortsansässige Pfarrer in den Ruhestand versetzt, und eine Mariä Heimsuchung (Northeim) und St. Jakobus der Ältere (Kalefeld) umfassende Seelsorgeeinheit gegründet. Seitdem übten die Geistlichen aus Northeim die Seelsorge in Kalefeld aus. Im August 1995 fand in der Filialkirche St. Augustinus der letzte Gottesdienst statt, die Kirche wurde profaniert und verkauft. Seit dem 1. März 2004 gehörte die Kirche St. Jakobus der Ältere zum damals neu gegründeten Dekanat Nörten-Osterode, zuvor gehörte sie zum Dekanat Nörten. Seit dem 1. Juli 2004 gehörte die Kirche St. Jakobus der Ältere zur Pfarrgemeinde Mariä Heimsuchung in Northeim.
Auf Grund zurückgehender Finanzmittel, aber auch der geringer werdenden Zahl von Priestern und Kirchenmitgliedern, erfolgte 2009 im Bistum Hildesheim eine Einstufung aller Kirchen nach ihrer künftigen Notwendigkeit. Damals wurde die St.-Jakobus-Kirche als „für die pastorale Entwicklung nicht unbedingt notwendig“ angesehen und zur Schließung im Jahre 2014 vorgesehen. Im Mai 2015 wurde das Kirchengrundstück mit Kirche, Pfarrheim und Pfarrhaus für 73.000 Euro an privat verkauft, am 19. Juni 2015 erfolgte ihre Profanierung durch Weihbischof Nikolaus Schwerdtfeger. Zuletzt gehörten nur noch rund 650 Katholiken zum Einzugsgebiet der Kirche. Seit der Schließung sind „St. Mariä Himmelfahrt“ in Bad Gandersheim und „St. Josef“ in Kreiensen mit jeweils rund 10 Kilometer Entfernung die nächstgelegenen katholischen Kirchen. Im ehemaligen Kirchengebäude sollen künftig Ausstellungen und Konzerte stattfinden, das ehemalige Pfarrheim soll als Fotostudio genutzt werden und das ehemalige Pfarrhaus als Wohnhaus.

## Architektur und Ausstattung
Die in rund 132 Meter Höhe über dem Meeresspiegel gelegene Kirche wurde nach Plänen des Architekten Hanns D. Rumpf aus Neuenbeken erbaut. Ihr Altarraum wurde vom Bild einer Kreuzigungsgruppe dominiert. Statuen zeigten die Schutzmantelmadonna sowie den heiligen Jakobus den Älteren, den Schutzpatron der Kirche.
Nach der Profanierung sollen die Glocken in Indien und die Orgel in Bayern eine neue Verwendung finden. Ein Teil des Inventars soll ein in der Nähe von Berlin lebender Eremit erhalten.